# Kuru Kuru Kururin
Kuru Kuru Kururin (jap. くるくるくるりん) – komputerowa gra logiczna na konsolę Game Boy Advance stworzona przez Eighting, a wydana przez Nintendo w 2001 roku.

## Rozgrywka
Gracz wciela się w rolę pilota maszyny Heririn kręcącej się dookoła własnej osi i musi pokonywać trasę od startu do mety, nie dotykając ścianki i omijając przeszkody, a zbierając leżące na trasie przedmioty oraz przyjaciół. Celem gry jest przejście wszystkich map, zebranie wszystkich przedmiotów i przyjaciół.
Do raz ukończonej mapy można wrócić, np. jeśli gracz zapomni zabrać przedmiot lub przyjaciela, bądź po prostu chce poprawić swój rekord. Interfejs jest w miarę prosty nawet dla osób nieznających języka japońskiego.